# 卡夫拉克峰
64°23′26″S 60°12′32″W / 64.39056°S 60.20889°W

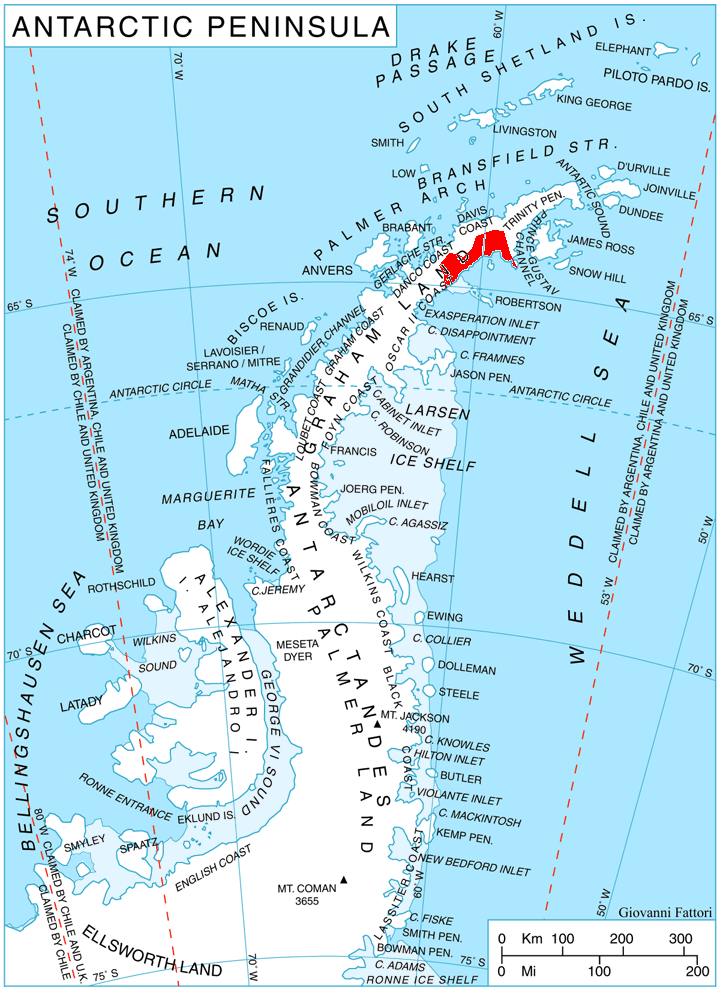

卡夫拉克峰是南極洲的山峰，位於葛拉漢地，海拔高度1,200米，處於達爾扎拉斯峰西南面7.17公里和埃利奧特山西北面6.92公里，以保加利亞北部鄉鎮命名。

## 外部連結
- Kavlak Peak.（页面存档备份，存于） SCAR Composite Antarctic Gazetteer.